# ACT Apricot PC
ACT Apricot PC (Apricot PC) је био професионални рачунар фирме ACT који је почео да се производи у Уједињеном Краљевству од 1983. године.
Користио је Intel 8086 као микропроцесор. RAM меморија рачунара је имала капацитет од 256k, до 768k. 
Као оперативни систем кориштен је MS-DOS 2.0, CP/M 86, Concurrent CP/M.

## Детаљни подаци
Детаљнији подаци о рачунару Apricot PC су дати у табели испод.
|                       | |
| [ 1 ]                 | |
| Произвођач            | |
| Тип                   | професионални рачунар |
| Меморија              | 256k, до 768k |
| Поријекло             | Уједињено Краљевство |
| Година                | 1983 |
| Тастатура             | тастатура са пуним помаком тастера, 101 тастера, 8 функцијских тастера, 6 dynamic функцијских тастера (membrane тастера) |
| Процесор              | 8086 |
| Фреквенција процесора | 4,77 |
| RAM                   | 256k, до 768k |
| ROM                   | непознато |
| Текст                 | 80 x 25, 132 x 50 (матрица знакова 10 x 16)                                                                              |
| Графика               | 800 x 400 тачака |
| Боја                  | једна боја |
| Звук                  | 1 тонски канал |
| Димензије             | главна јединица : 42 x 32 x 10                                                                                           |
| Портови               | |
| Оперативни систем     | |